# Bokedungen
Bokedungen är ett naturreservat i Värnamo kommun i Jönköpings län.
Området är naturskyddat sedan 2017 och är 9 hektar stort. Reservatet ligger vid nordöstra delen av sjön Bolmen och består av bokskog. 